# Шпигельбург, Зильке
Зильке Шпигельбург (нем. Silke Spiegelburg, род. 17 марта 1986 года, Георгсмариенхютте, Нижняя Саксония, Германия) — немецкая прыгунья с шестом, трёхкратный серебряный призёр чемпионатов Европы, участница трёх летних Олимпийских игр (2004, 2008, 2012).

## Биография и карьера
Зильке Шпигельбург родилась 17 марта 1986 года в Георгсмариенхютте, Нижняя Саксония, Германия. У неё есть старший брат Рихард, который также занимается прыжками с шестом.
Зильке дебютировала на международной арене в 2001 году на чемпионате мира среди юношей в Дебрецене, где одержала победу. В 2003 и 2005 году выигрывала чемпионат Европы среди юниоров. Трижды (2011, 2012, 2013) побеждала в общем зачёте Бриллиантовой лиги IAAF. Обладательница нескольких рекордов Германии.

## Основные результаты
| Год  | Соревнования                      | Место проведения       | Место  | Результат |
| ---- | --------------------------------- | ---------------------- | ------ | --------- |
| 2001 | Чемпионат мира среди юношей       | Дебрецен, Венгрия      | 1      | 4,00 м    |
| 2003 | Чемпионат Европы среди юниоров    | Тампере, Финляндия     | 1      | 4,15 м    |
| 2004 | Летние Олимпийские игры           | Афины, Греция          | 13     | 4,20 м    |
| 2005 | Чемпионат Европы среди юниоров    | Каунас, Литва          | 1      | 4,35 м    |
| 2006 | Чемпионат мира в помещении        | Москва, Россия         | 8      | 4,30 м    |
| 2007 | Чемпионат мира                    | Осака, Япония          | 12     | NM        |
| 2008 | Летние Олимпийские игры           | Пекин, Китай           | 7      | 4,65 м    |
| 2008 | Всемирный легкоатлетический финал | Штутгарт, Германия     | 1      | 4,70 м    |
| 2009 | Чемпионат Европы в помещении      | Торино, Италия         | 2      | 4,75 м    |
| 2009 | Чемпионат мира                    | Берлин, Германия       | 4      | 4,65 м    |
| 2010 | Чемпионат Европы                  | Барселона, Испания     | 2      | 4,65 м    |
| 2011 | Чемпионат Европы в помещении      | Париж, Франция         | 2      | 4,75 м    |
| 2011 | Чемпионат мира                    | Тэгу, Южная Корея      | 9      | 4,65 м    |
| 2012 | Чемпионат мира в помещении        | Стамбул, Турция        | 4      | 4,65 м    |
| 2012 | Летние Олимпийские игры           | Лондон, Великобритания | 4      | 4,65 м    |
| 2013 | Чемпионат мира                    | Москва, Россия         | 4      | 4,75 м    |
| 2014 | Чемпионат мира в помещении        | Сопот, Польша          | 7      | 4,65 м    |
| 2015 | Чемпионат мира                    | Пекин, Китай           | 17     | 4,45 м    |
| 2017 | Чемпионат мира                    | Лондон, Великобритания | 14 (q) | 4,35 м    |